# اتصالات الجزائر الفضائية
اتصالات الجزائر الفضائية
(بالإنجليزية: Telecom Algeria Satellite)‏، هي شركة جزائرية فضائية متخصصة في خدمات الإتصالات السلكية، واللاسلكية، والبث الإذاعي، والتلفزي، والإنترنت، أطلقت الشركة الساتل ألكوم سات-1، ويحتوي على مجموعة من القنوات العربية المجانية والمشفرة.